# 雙斑刺鎧蝦
雙斑刺鎧蝦（学名：Munida distiza）为鎧甲蝦科刺鎧蝦屬下的一个种。